# Лакс, Роберт
Роберт Лакс (Robert Lax; 30 ноября 1915 — 26 сентября 2000) — американский поэт-минималист. Последний период своей жизни жил в Греции, на острове Патмос. Многие считали его отшельником, поскольку Лакс не предпринимал никаких усилий для поддержания своей писательской карьеры и репутации.

## Биография
Роберт Лакс родился 30 ноября 1915 года в Олиэне, Нью-Йорк, в семье Зигмунда и Ребекки Лакс.
В 1938 году Лакс окончил Колумбийский университет в Нью-Йорке, где он учился с поэтом и критиком Марком Ван Дореном. После окончания учёбы он работал в нескольких известных журналах, включая The New Yorker и Time. Будучи опытным жонглёром, Лакс в течение некоторого времени на начальном этапе своих странствий работал в цирке.

## Фильмография
- 1995 — «Middle of the Moment» («Середина момента»). Реж. Николас Гумберт и Вернер Пенцель[фр.]
- 1999 — «Three Windows» («Три окна»). Реж. Николас Гумберт и Вернер Пенцель[фр.][6]